# Ana Belén Romero Pérez
Ana Belén Romero Pérez, más conocida como Ana Romero (Yecla, España, 5 de diciembre de 1994) es una jugadora española de fútbol sala. Juega de portera y su equipo actual es la LBTL Futsal Alcantarilla de la Primera División de fútbol sala femenino de España.

## Trayectoria
Comenzó jugando en el Hispania de Yecla cuando estaba en la autonómica. De ahí pasó a jugar en la Universidad de Alicante FSF en la temporada 2103-14, donde estuvo 3 temporadas. En la temporada 2016-17 fue fichada por su actual club, el CD Burela FS, con el que ha ganado una Copa de España, una Supercopa, una Recopa y una Liga. En la temporada 2020-21 vuelve a fichar por la Universidad de Alicante FSF. En la 2022-23 ficha por LBTL Futsal Alcantarilla.

## Selección nacional
Debutó en la selección nacional el 5 de noviembre de 2019, en un partido amistoso jugado contra Eslovenia en la ciudad de Kidricevo.

## Estadísticas

### Clubes
Actualizado al último partido jugado el 29 de mayo de 2023.
| Club | Div.          | Temporada     | Liga  | Liga  | Liga       | Liga      | Copas nacionales(1) | Copas nacionales(1) | Copas nacionales(1) | Copas nacionales(1) | Torneos internacionales(2) | Torneos internacionales(2) | Torneos internacionales(2) | Torneos internacionales(2) | Total(3) | Total(3) | Total(3)   | Total(3)  |
| Club | Div.          | Temporada     | Part. | Goles | Amonestado | Expulsado | Part.               | Goles               | Amonestado          | Expulsado           | Part.                      | Goles                      | Amonestado                 | Expulsado                  | Part.    | Goles    | Amonestado | Expulsado |
| --- | ------------- | ------------- | ----- | ----- | ---------- | --------- | ------------------- | ------------------- | ------------------- | ------------------- | -------------------------- | -------------------------- | -------------------------- | -------------------------- | -------- | -------- | ---------- | --------- |
| Hispania Yecla · España |               |               |       |       |            |           |                     |                     |                     |                     |                            |                            |                            |                            |          |          |            |           |
| aut |               |               |       |       |            |           |                     |                     |                     |                     |                            |                            |                            |                            |          |          |            |           |
| |               | -             | -     | -     | -          | -         | -                   | -                   | -                   | -                   | -                          | -                          |                            | -                          | -        | -        |            |           |
| Total club | Total club    | -             | -     | -     | -          | -         | -                   | -                   | -                   | -                   | -                          | -                          | -                          | -                          | -        | -        | -          |           |
| Universidad de Alicante FSF · España |               |               |       |       |            |           |                     |                     |                     |                     |                            |                            |                            |                            |          |          |            |           |
| 1.ª |               |               |       |       |            |           |                     |                     |                     |                     |                            |                            |                            |                            |          |          |            |           |
| 2013-14 | 7             | 0             | 0     | 0     | 0          | 0         | 0                   | 0                   | -                   | -                   | -                          | -                          | 7                          | 0                          | 0        | 0        |            |           |
| 2014-15 | 13            | 0             | 1     | 0     | 0          | 0         | 0                   | 0                   | -                   | -                   | -                          | -                          | 13                         | 0                          | 1        | 0        |            |           |
| 2015-16 | 9             | 0             | 0     | 0     | 0          | 0         | 0                   | 0                   | -                   | -                   | -                          | -                          | 9                          | 0                          | 0        | 0        |            |           |
| Total club | Total club    | 29            | 0     | 1     | 0          | 0         | 0                   | 0                   | 0                   | -                   | -                          | -                          | -                          | 29                         | 0        | 1        | 0          |           |
| CD Burela FS · España |               |               |       |       |            |           |                     |                     |                     |                     |                            |                            |                            |                            |          |          |            |           |
| 1.ª |               |               |       |       |            |           |                     |                     |                     |                     |                            |                            |                            |                            |          |          |            |           |
| 2016-17 | 7             | 0             | 0     | 0     | 0          | 0         | 0                   | 0                   | -                   | -                   | -                          | -                          | 7                          | 0                          | 0        | 0        |            |           |
| 2017-18 | 17            | 0             | 1     | 0     | 3          | 0         | 0                   | 0                   | -                   | -                   | -                          | -                          | 20                         | 0                          | 1        | 0        |            |           |
| 2018-19 | 23            | 0             | 0     | 0     | 2          | 0         | 0                   | 0                   | -                   | -                   | -                          | -                          | 25                         | 0                          | 0        | 0        |            |           |
| 2019-20 | 16            | 0             | 0     | 0     | 3          | 0         | 0                   | 0                   | 2                   | 0                   | -                          | -                          | 21                         | 0                          | 0        | 0        |            |           |
| Total club | Total club    | 63            | 0     | 1     | 0          | 8         | 0                   | 0                   | 0                   | 2                   | 0                          | -                          | -                          | 73                         | 0        | 1        | 0          |           |
| Universidad de Alicante FSF · España |               |               |       |       |            |           |                     |                     |                     |                     |                            |                            |                            |                            |          |          |            |           |
| 1.ª |               |               |       |       |            |           |                     |                     |                     |                     |                            |                            |                            |                            |          |          |            |           |
| 2020-21 | 19            | 0             | 0     | 0     | -          | -         | -                   | -                   | -                   | -                   | -                          | -                          | 19                         | 0                          | 0        | 0        |            |           |
| 2021-22 | 8             | 0             | 1     | 0     | 0          | 0         | 0                   | 0                   | -                   | -                   | -                          | -                          | 8                          | 0                          | 1        | 0        |            |           |
| Total club | Total club    | 27            | 0     | 1     | 0          | 0         | 0                   | 0                   | 0                   | -                   | -                          | -                          | -                          | 27                         | 0        | 1        | 0          |           |
| La Boca te Lia · España |               |               |       |       |            |           |                     |                     |                     |                     |                            |                            |                            |                            |          |          |            |           |
| 1.ª |               |               |       |       |            |           |                     |                     |                     |                     |                            |                            |                            |                            |          |          |            |           |
| 2022-23 | 19            | 0             | 1     | 0     | 2          | 0         | 0                   | 0                   | -                   | -                   | -                          | -                          | 21                         | 0                          | 1        | 0        |            |           |
| Total club | Total club    | 19            | 0     | 1     | 0          | 2         | 0                   | 0                   | 0                   | -                   | -                          | -                          | -                          | 21                         | 0        | 1        | 0          |           |
| Total carrera | Total carrera | Total carrera | 138   | 0     | 4          | 0         | 10                  | 0                   | 0                   | 0                   | 2                          | 0                          | -                          | -                          | 150      | 0        | 4          | 0         |
| (1) Incluye datos de Copa / Supercopa. (2) Incluye datos de Campeonato de Europa de Clubes, Recopa y Copa Intercontinental. (3) No incluye datos de partidos amistosos. |               |               |       |       |            |           |                     |                     |                     |                     |                            |                            |                            |                            |          |          |            |           |

## Palmarés y distinciones
- Liga española: 1

2019-20
- Copa de España: 1

2019
- Supercopa de España: 1

2019
- Recopa: 1

2019